# Rafael Estrella Llopis
Rafael Estrella Llopis (en ucraniano: Рафаeль Філібeртович Естрeла-Льопис; Villanueva de Castellón, 3 de agosto de 1918-Kiev, 22 de mayo de 2008) fue un filólogo, crítico literario y traductor hispano-ucraniano.

## Biografía
Nacido el 3 de agosto de 1918 en el pueblo de Villanueva de Castellón, provincia de Valencia.
En 1936-1939 participó en la guerra civil española en el bando de los republicanos. Durante la guerra estudió en una escuela de aviación en España y a finales de 1938 fue enviado a estudiar a Kirovoabad (actual Ganyá, Azerbaiyán). Fue en ese momento cuando los sublevados finalmente ganaron la guerra, lo que impidió a Estrella Llópis regresar a España. Pertenecía al Partido Comunista de España y en 1956 se unió al PCUS.
Estrella participó en la Segunda Guerra Mundial del lado de la Unión Soviética.
Tras el fin de la guerra, en 1948 se graduó en el Instituto de Lenguas Extranjeras de Járkov. Ese mismo año consiguió un trabajo en el recién creado Instituto Pedagógico de Lenguas Extranjeras de Kiev y en dos ocasiones fue jefe del Departamento de Filología Española (1948-1955 y 1961-1975). En 1982 se afilió a la Unión Nacional de Escritores de Ucrania.
Rafael Estrella Llopis tradujo obras de la literatura española al ucraniano y obras de la literatura ucraniana escritas en ruso, en particular de Tarás Shevchenko e Iván Frankó, al español. Escribió artículos para la Enciclopedia Soviética de Ucrania sobre literatura española, catalana y portuguesa.

## Vida personal
Tuvo un hijo, Victorio, especialista en química coloidal, Candidato de Ciencias Químicas e investigador destacado del Instituto de Química Biocoloide de la Academia Nacional de Ciencias de Ucrania.

## Obras y traducciones

### En ucraniano
- El rapto de las sabinas de Jorge Zalamea.
- El oleaje y El barrio de Juan Goytisolo.

### En español
- El cuento El Artista; el drama Nazar Stodolya; los poemas Perebendya, La noche de Tarasova, Katerina, Maria; Autobiografía de Tarás Shevchenko.
- El dramo Felicidad robada, los cuentos La Constitución del Cerdo, Bosques y Pastos, A la Luz, etc, de Iván Frankó.

Además, también tradujo al español de obras de Aleksandr Korneichuk, Yaroslav Halán, Oleksandr Kopilenko y otros.

## Premios
- Orden de la Estrella Roja (6 de enero de 1943).
- Orden de la Bandera Roja (7 de marzo de 1943).
- Medalla Al Valor.
- Medalla por la Defensa del Cáucaso.
- Medalla al Partisano de la Guerra Patria en 1er grado.
- Medalla Conmemorativa del 40.º Aniversario de la Victoria en la Gran Guerra Patria de 1941-1945.